# Vocal run
Vocal runs zijn melodieuze variaties op het refrein van een muziekstuk en zijn een veelvoorkomend fenomeen in de hedendaagse muziek. Vocal runs worden meestal op het einde van een nummer ingezet en geven het daarmee een extra element. Bovendien zorgen ze voor afwisseling in de muziek, zodat het herhaalde refrein niet gaat vervelen.
Vocal runs zijn meestal gebaseerd op klank en bestaan dan ook niet uit woorden. Er wordt gebruikgemaakt van klinkers om het juiste geluid vast te leggen. Ook is het neuriën van melodieën een veel gebruikte techniek. Naast alleen klank is het ook gebruikelijk dat de zanger of zangeres van een nummer zinnen of delen van zinnen uit het refrein op een andere toonhoogte of ander tempo meezingt.
Het is gebruikelijk dat de vocal runs in een van de laatste herhaalde refreinen van een nummer worden toegepast. Ook komt het regelmatig bij een intro voor, bij coupletten gebeurt het nauwelijks. 
Vocal runs worden soms verward met andere technieken op het gebied van zang. Zoals meerstemmige refreinen, waarbij precies dezelfde melodie op een andere toonhoogte wordt meegezongen. Het verschil tussen meerstemmigheid en vocal runs is dat meerstemmige refreinen als een eenheid klinken. Vocal runs zijn solistisch van karakter en komen qua volume vaak boven het refrein uit.
Muziekgroepen (zanggroepen over het algemeen) maken vaak gebruik van vocal runs om zo alle zangers of zangeressen aan bod te laten komen in een nummer. De populaire Amerikaanse popgroep 'The Pussycat Dolls' staan er bekend om dat altijd maar 1 lid van de groep de vocal runs voor haar rekening neemt.
Artiesten die bekendstaan om het goed kunnen vertolken van vocal runs zijn o.a Ariana Grande Christina Aguilera, Mariah Carey, Mary J. Blige, Beyoncé en Melody Thornton van de Pussycat Dolls.